# Reeuwijk
Reeuwijk  este o comună și o localitate în provincia Olanda de Sud, Țările de Jos.

## Localități componente
Reeuwijk, Driebruggen, Hogebrug, Sluipwijk, Tempel, Waarder.